# آنتوان پرژه
آنتوان پرژه (انگلیسی: Antoine Préget؛ زادهٔ ۵ اکتبر ۱۹۷۲) بازیکن فوتبال اهل فرانسه است.
از باشگاه‌هایی که در آن بازی کرده‌است می‌توان به باشگاه فوتبال کن، باشگاه فوتبال پانیونیوس، باشگاه فوتبال تولوز، باشگاه فوتبال داندی یونایتد، و باشگاه فوتبال نیم المپیک اشاره کرد.